# 讷耶-蓬皮埃尔
讷耶-蓬皮埃尔（法語：Neuillé-Pont-Pierre，法語發音：[nœje pɔ̃ pjɛʁ] ⓘ），法国中西部城市，中央-卢瓦尔河谷大区安德尔-卢瓦尔省的一个市镇，隶属于希农区，其市镇面积为39平方公里，2022年1月1日时人口数量为2,238人，在法国城市中排名第5,018位。
讷耶-蓬皮埃尔位于安德尔-卢瓦尔省北部，是一个区域性的中心城市，多个方向的公路在此交汇。

## 地名来源
根据当地官方网站的论述，“Neuillé-Pont-Pierre”一名由“Novellus”、“Pons”和“Petra”三个拉丁语单词转写而成，分别意为“新”、“桥”、“石”。

## 历史
讷耶-蓬皮埃尔的早期历史尚不清楚。根据当地官方网站的论述，公元11世纪时，讷耶-蓬皮埃尔境内兴建了一处石桥，其附近逐渐形成聚落。1473年，讷耶-蓬皮埃尔被路易十一继承。18世纪时，讷耶-蓬皮埃尔曾被多个家族分配。法国大革命后，讷耶-蓬皮埃尔成为安德尔-卢瓦尔省的一个市镇。1858年，途径讷耶-蓬皮埃尔的图尔—勒芒铁路建成通车，此后又有多条干线公路在此交汇，其中A28高速公路于2005年全线开通。
在行政区划方面，讷耶-蓬皮埃尔在1944年8月12日至9月2日间为安德尔-卢瓦尔省的临时省会，在1801至2015年间为讷伊-蓬皮埃尔县的县治。2017年1月1日，讷耶-蓬皮埃尔由图尔区划入希农区。

## 地理

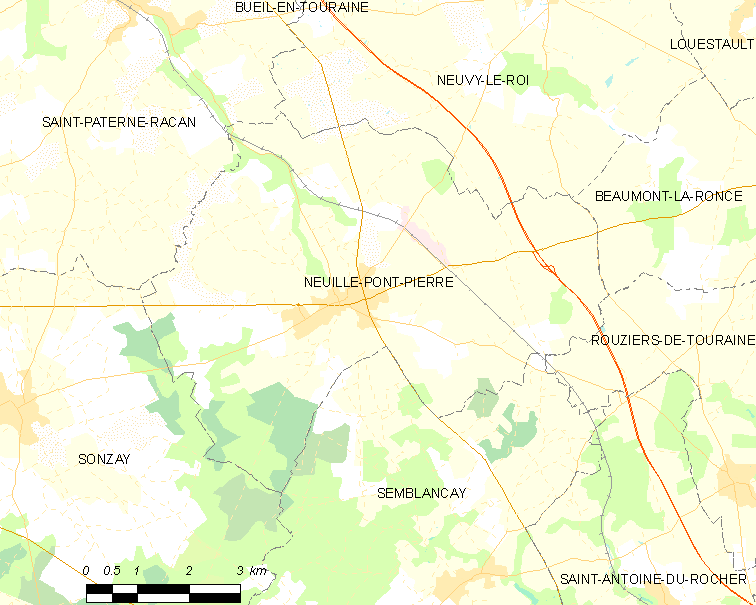
讷耶-蓬皮埃尔市镇范围地图

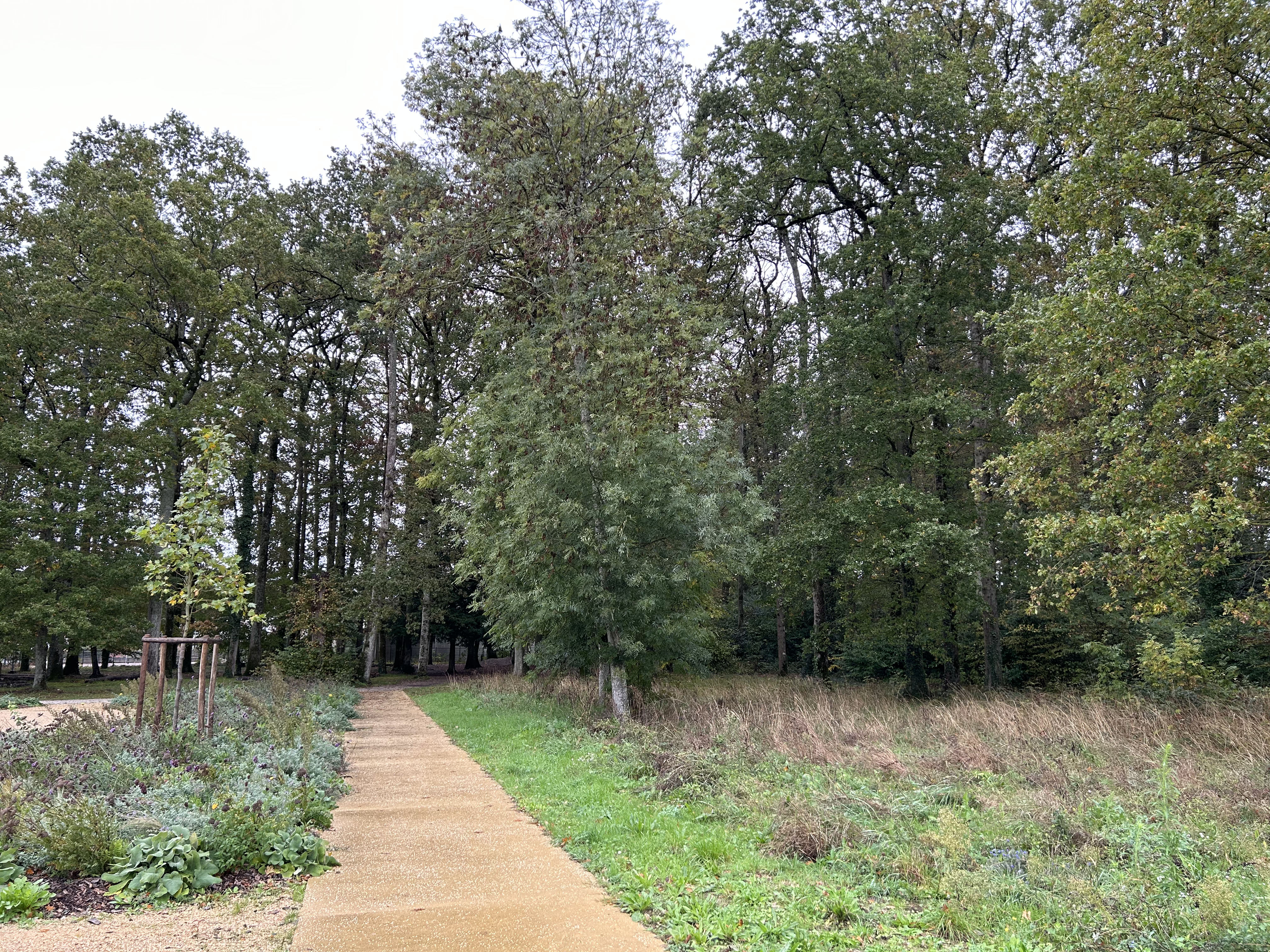
讷耶-蓬皮埃尔镇中心的一处绿地公园

讷耶-蓬皮埃尔位于法国西部，中央-卢瓦尔河谷大区西部和安德尔-卢瓦尔省北部，距离省会图尔大约22公里。与讷耶-蓬皮埃尔接壤的市镇包括：圣帕泰尔讷-拉康、讷维勒鲁瓦、松宰、博蒙-卢埃托、桑布朗赛和图赖讷地区鲁济耶。

### 地形
讷耶-蓬皮埃尔位于图莱讷加蒂讷地区腹地，境内以平原为主，市镇中心地势较为平坦，北侧的埃斯科泰河谷附近略有起伏，全境海拔在75到135米之间。

### 水文
讷耶-蓬皮埃尔位于卢瓦尔河流域范围内，埃斯科泰河自东南向北流经市镇范围东部和北部，其左岸支流小舒瓦西耶河则发源于讷耶-蓬皮埃尔境内，并自南向北蜿蜒穿过市区西部，该河水量较小，部分河段被人工建筑物覆盖。

### 植被
讷耶-蓬皮埃尔属于温带阔叶混交林区，林地多分布于河流附近，当地多博卡日景观。
在鲜花城市的评比中，讷耶-蓬皮埃尔被评为2星级鲜花城市。

### 气候
讷耶-蓬皮埃尔在柯本气候分类法中属于温带海洋性气候（Cfb）。

## 行政区划
讷耶-蓬皮埃尔的市镇编号为37167，邮政编号为37360。
在行政管理方面，讷耶-蓬皮埃尔隶属于法国中央-卢瓦尔河谷大区安德尔-卢瓦尔省希农区；在地方选举方面，讷耶-蓬皮埃尔是雷诺堡县的中央投票站所在地，其市镇范围全境被划入安德尔-卢瓦尔省第五选区；在社会管理方面，讷耶-蓬皮埃尔是加蒂讷-拉康市镇公共社区的办公驻地。
截至2024年3月，讷耶-蓬皮埃尔市镇范围内暂无任何城市敏感街区及城市政策优先街区。
法国国家统计与经济研究所（简称）在进行数据统计时，未将讷耶-蓬皮埃尔划入任何城市核心区（Unité urbaine），并将包括讷耶-蓬皮埃尔在内的周边共144个市镇划为图尔城市区。自2020年起，图尔城市区被包含162个市镇的图尔城市辐射区代替。此外，还将讷耶-蓬皮埃尔市镇整体看作一个“块区”（IRIS），以便于统计人口分布情况。

## 交通

### 公路
A28高速公路经过讷耶-蓬皮埃尔东部，并设有一个出入口；安德尔-卢瓦尔省省道D28线、D68线、D766线和D938线在讷耶-蓬皮埃尔境内交汇。中央-卢瓦尔河谷大区城际客运（商业名称为“Rémi”）下属的安德尔-卢瓦尔省城际客运M线经停讷耶-蓬皮埃尔，可直通图尔市区。
2020年，80.7%的讷耶-蓬皮埃尔家庭拥有至少一辆私人汽车。2021年，讷耶-蓬皮埃尔境内共发生各类交通事故2起，造成2人重伤。
| 27 | 3.8 |

| 图尔 | 25 |

| 拉瓦利耶堡 | 17 |

| 雷诺堡 | 31 |

| 蒙瓦勒（卢瓦堡） | 21 |

### 铁路

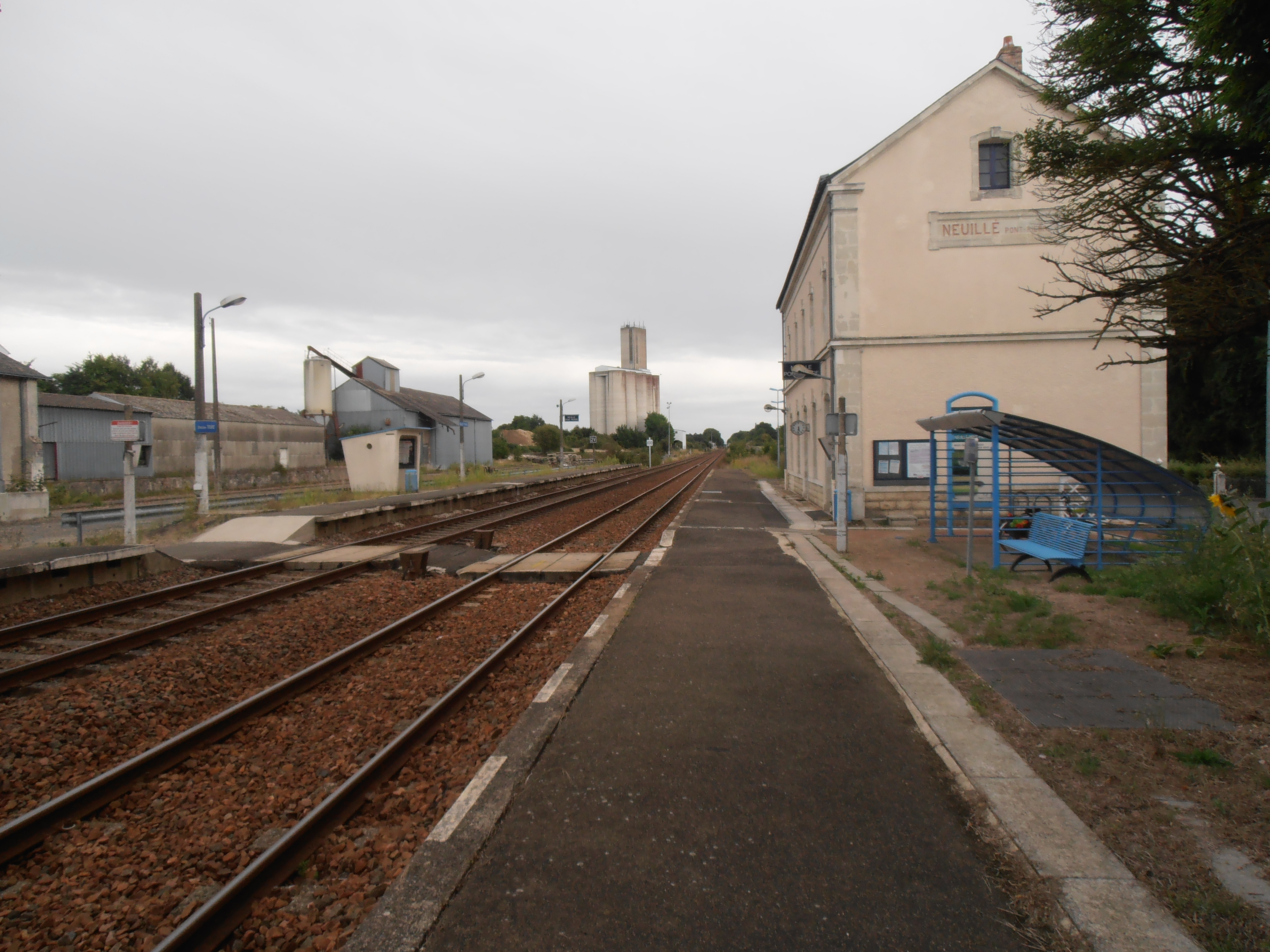
讷耶-蓬皮埃尔火车站

讷耶-蓬皮埃尔位于图尔－勒芒铁路上。讷耶-蓬皮埃尔站位于市区东北部，停靠往返于图尔和勒芒一线的区域列车。

### 航空
讷耶-蓬皮埃尔距离图尔-卢瓦尔河谷机场的公路里程大约22公里。

### 城市公共交通
截至2024年3月，讷耶-蓬皮埃尔暂无城市公共交通系统。

## 政治
讷耶-蓬皮埃尔的现任市长为米歇尔·若利韦先生（Michel JOLLIVET），他是一名右翼无党派人士，在2020年的市政选举中获得了75.62%的支持率。
在2022年的法国总统大选的第二轮选举中，法国第25任总统埃马纽埃尔·马克龙在讷耶-蓬皮埃尔获得了50.81%的支持率。

## 人口
2021年，讷耶-蓬皮埃尔市镇人口数量为2,183，在法国排名第5,018位。其中男性1,050人，女性1,077人，75岁及以上人口占7.1%，外籍人口数量为32人，人口密度为56人/平方公里，当地居民被称为（男性）或（女性）。2022年，讷耶-蓬皮埃尔境内出生19人，死亡人口18人。
| 讷耶-蓬皮埃尔1901年－2021年人口变化情况 |
|                                         |
| 数据来源：Cassini、INSEE                |

## 经济
讷耶-蓬皮埃尔是一个区域性的中心城市。截至2024年3月，讷耶-蓬皮埃尔市镇范围内共有各类用人单位（包含自雇）425家，平均历史为18年，其中99.5%为中小型企业（PME），2024年1月至3月间，当地的经济活力指数为0。（大型零售）、（农具销售）及（工程研究）是当地2021年营业额最高的三个企业，分别为25,175,957欧元、13,364,307欧元和2,132,470欧元。

## 财政与居民收入
2022年，讷耶-蓬皮埃尔的财政收入总额为2,162,270欧元，财政支出总额为1,793,160欧元，当年的债务总额为1,141,610欧元。2022年，讷耶-蓬皮埃尔市镇通过增值税获得30,400欧元的收入，此外当地还共获得了323,650欧元的国家直接财政补助。
| 讷耶-蓬皮埃尔居民收入情况                        | 讷耶-蓬皮埃尔居民收入情况 | 讷耶-蓬皮埃尔居民收入情况 | 讷耶-蓬皮埃尔居民收入情况 |
| 内容                                             | 讷耶-蓬皮埃尔             | 法国                      | 统计年份                  |
| ------------------------------------------------ | ------------------------- | ------------------------- | ------------------------- |
| 征税家庭总数                                     | 939                       | 1,081（法国市镇平均）     | 2022年                    |
| 居民平均月收入                                   | 2,089欧元                 | 2,435欧元                 | 2022年                    |
| 高级职员人均月收入                               | 3,289欧元                 | 4,331欧元                 | 2021年                    |
| 中级职员人均月收入                               | 2,310欧元                 | 2,470欧元                 | 2021年                    |
| 普通职员人均月收入                               | 1,732欧元                 | 1,801欧元                 | 2021年                    |
| 贫困率                                           | 10%                       | 14.5%                     | 2020年                    |
| 青壮年（15至64岁）失业率                         | 8.5%                      | 7.4%                      | 2020年                    |
| 征税家庭数量占比                                 | 41.1%                     | 45.5%                     | 2020年                    |
| 家庭年均纳税                                     | 2,001欧元                 | 4,393欧元                 | 2022年                    |
| 资料来源：INSEE、L'Internaute、Le Journal du Net |                           |                           |                           |

## 社会事务

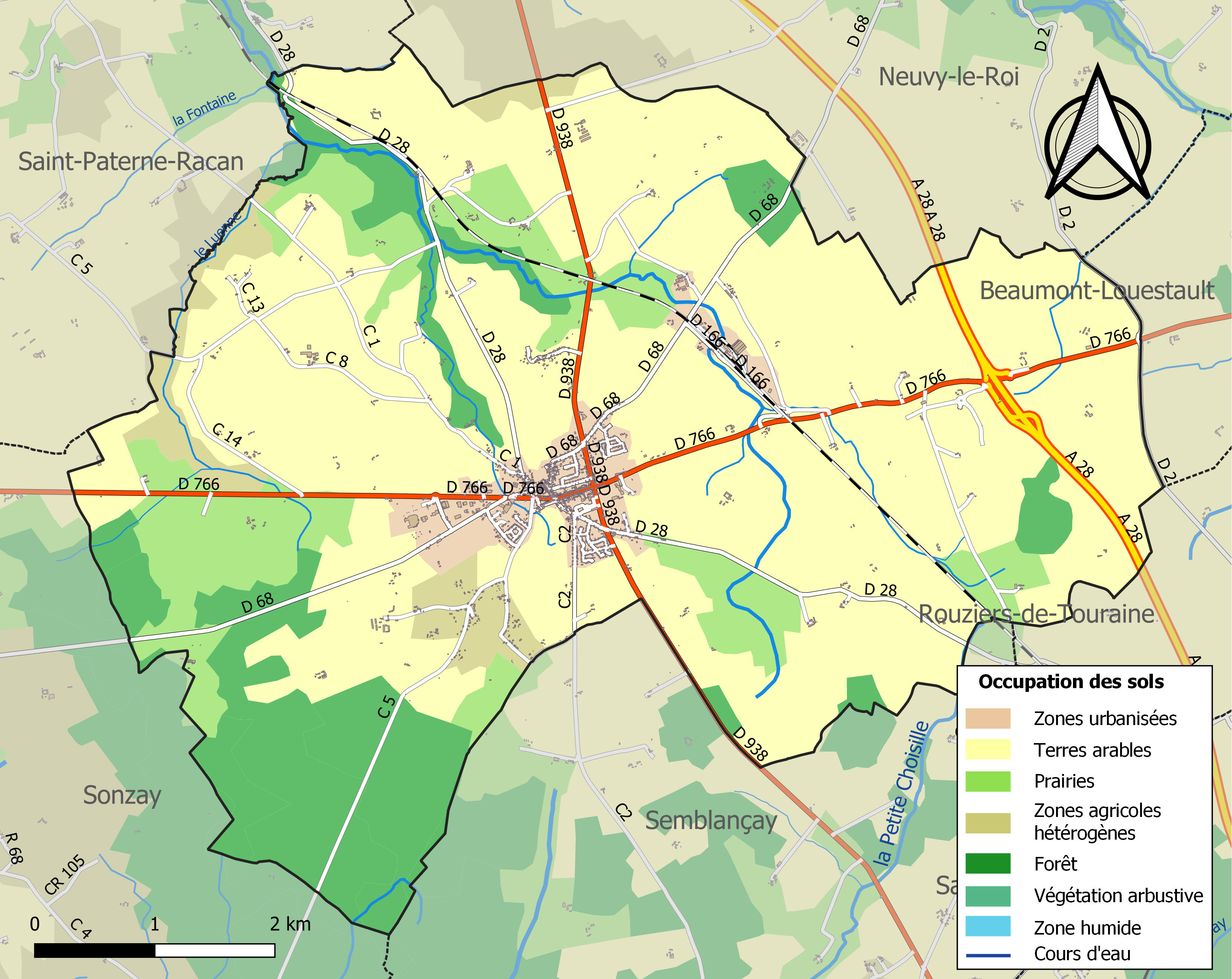
讷耶-蓬皮埃尔土地利用情况地图

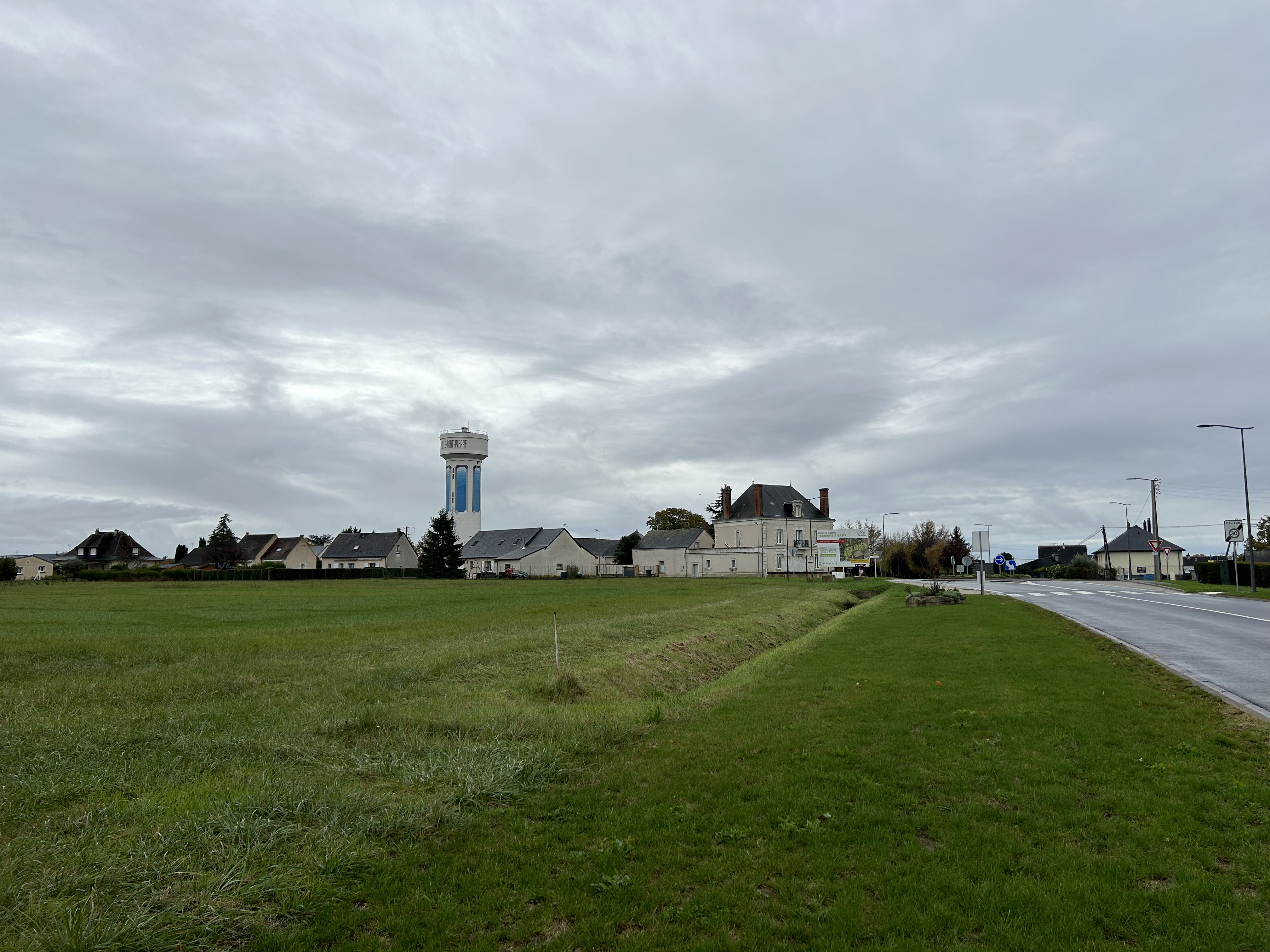
眺望市区南部

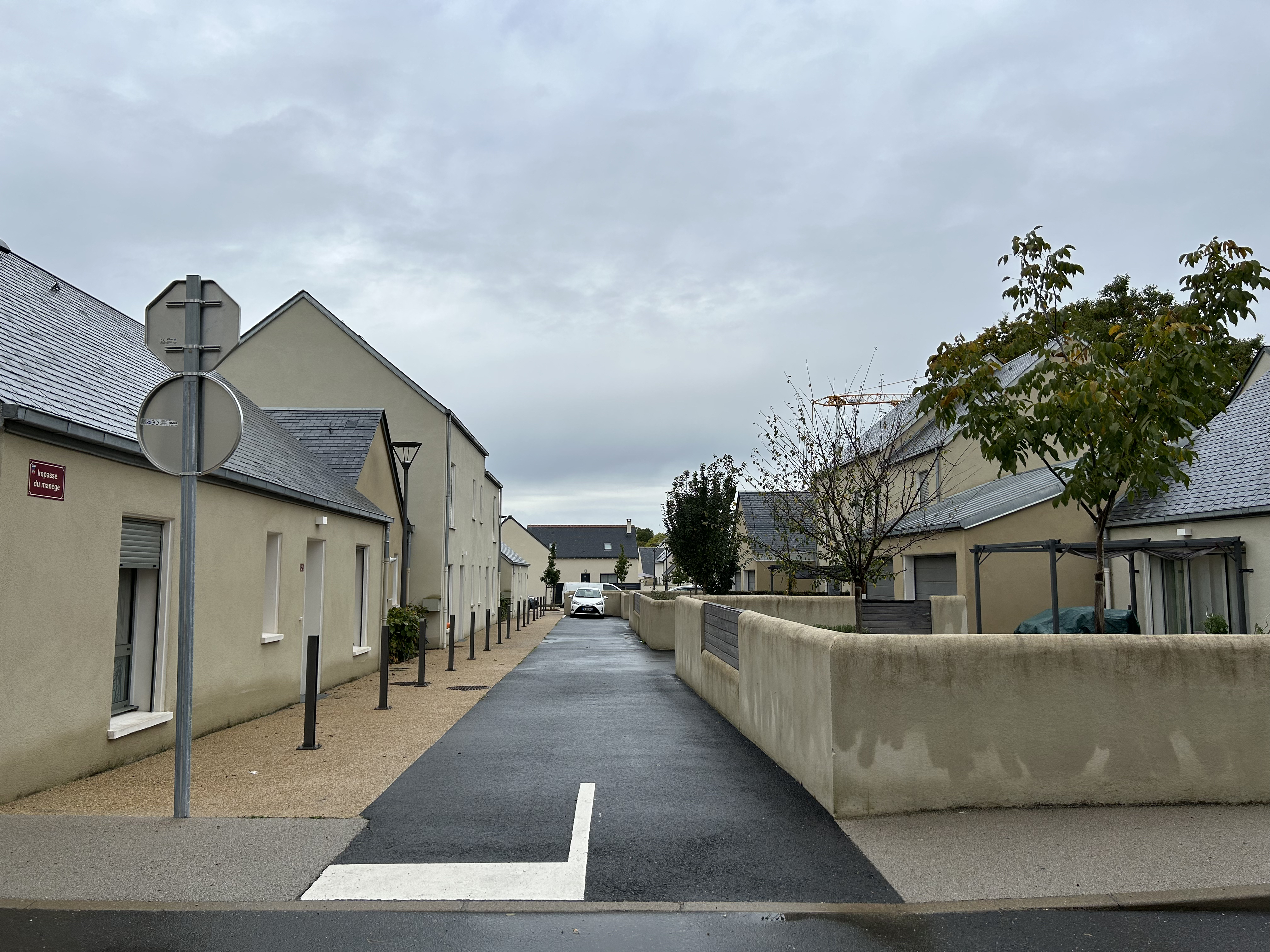
联排居民区

### 教育
讷耶-蓬皮埃尔属于奥尔良-图尔学区。截至2021年1月1日，讷耶-蓬皮埃尔境内共有1所幼儿园、2所小学和1所初级中学。2021至2022学年度，讷耶-蓬皮埃尔境内共有在校中等教育阶段学生586名。

### 医疗
截至2021年1月1日，讷耶-蓬皮埃尔境内共有全科医生2名、保健师4名、牙医1名、护士2名和助产士1名。境内共有药房1家、养老院1家。
距离讷耶-蓬皮埃尔最近的区域性医疗机构为卢瓦堡中心医院（Centre Hospitalier de Château du Loir），其主病区医院位于卢瓦河畔蒙瓦勒市区，距离讷耶-蓬皮埃尔市区的正常车程大约19分钟，该院设有床位171个。
讷耶-蓬皮埃尔距离图尔大区大学中心医院下属的布勒托诺医院（Hôpital Bretonneau）的正常车程大约24分钟，该院设有床位812个，是安德尔-卢瓦尔省规模最大的公立综合性医院。

### 住房
2020年，讷耶-蓬皮埃尔境内共有各类住房1,031套，其中81.7%为独立式住宅，16.4%为集中式住宅。常住房屋占讷耶-蓬皮埃尔市镇范围内居民建筑总量的89.2%。
在住房保障政策方面，2022年，讷耶-蓬皮埃尔境内共有107户家庭获得了住房经济补助，受益人数占总人口数量的4.9%，其中101份为房租补助。

### 商业
2021年，讷耶-蓬皮埃尔境内共有各类实体商铺51家，其中餐厅3家、大型超市2家、面包房1家、装饰品店1家、美容美发店3家、汽车维修店5家。讷耶-蓬皮埃尔镇中心西部建有一家Super U综合超市。

### 体育
2021年，讷耶-蓬皮埃尔境内共有1间体育馆、3处网球场、1处足球或橄榄球场以及1处篮球或排球场。
截至2024年3月，讷耶-蓬皮埃尔境内暂无任何注册足球俱乐部。

### 环境
讷耶-蓬皮埃尔的环境事务由其所属的加蒂讷-拉康市镇公共社区联合各级政府协调负责。2021年，讷耶-蓬皮埃尔境内暂无污染企业。

### 治安
2021年，讷耶-蓬皮埃尔市镇范围内有1处宪兵队。
讷耶-蓬皮埃尔及其附近的共50个市镇是图尔国家宪兵队（zone gendarmerie de Tours）的管辖范围。2020年，该宪兵队累计记录各类案件3,357起，其中盗窃类案件1,810起，经济类案件700起，毒品交易类案件43起。

## 文化
2021年，讷耶-蓬皮埃尔境内暂无任何文化设施。讷耶-蓬皮埃尔境内建有市政图书馆（Bibliothèque municipale），每周二至六向公众开放。

### 建筑

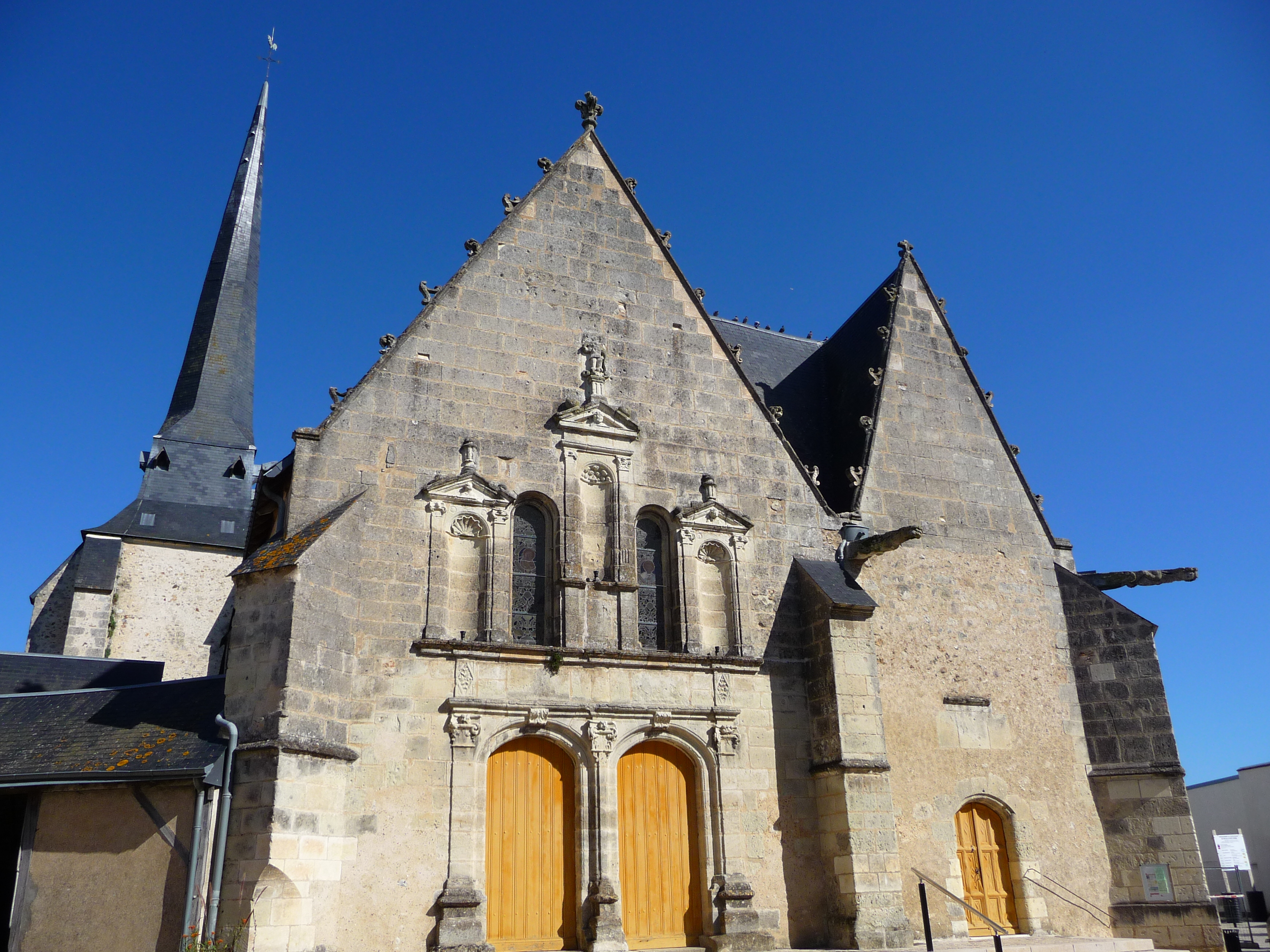
圣伯多禄教堂

讷耶-蓬皮埃尔境内有多处历史建筑，其中圣伯多禄教堂为法国国家文物保护单位。

### 旅游
讷耶-蓬皮埃尔的旅游事务由其所属的加蒂讷-拉康市镇公共社区联合各级政府协调负责。2023年，讷耶-蓬皮埃尔境内暂无任何游客接待设施。

### 媒体
法国主要的媒体均可在讷耶-蓬皮埃尔接收，法国电视三台下属的中央-卢瓦尔河谷大区频道在部分时段播出讷耶-蓬皮埃尔所在安德尔-卢瓦尔省的地方新闻。

## 友好城市
截至2024年3月，讷耶-蓬皮埃尔共与四座城市建立了友好城市关系：
- 德国 维茨莱本
- 西班牙 旧奥雷利亚纳
- 義大利 博尼托
- 羅馬尼亞 米克莱什蒂乡